# Benjamin Isaac
Benjamin Isaac (hébreu : בנימין איזק), né le 10 mai 1945, est un professeur à l'Université de Tel-Aviv. Il est membre de l'Académie israélienne des sciences et lettres et de la Société philosophique américaine, fondée en 1743.

## Jeunesse
Il est né à Genève, en Suisse, ville que ses parents avaient rallié en 1942 : ils fuyaient alors les Pays-Bas de la Seconde Guerre mondiale. Il a grandi à Amsterdam et a étudié l'histoire ancienne et l'archéologie à l'université d'Amsterdam. En 1972, il est parti en Israël, où il a travaillé à l'université de Tel-Aviv.

## Vie personnelle
Il est marié et a trois enfants.

## Récompenses
En 2008, il a reçu le prix Israël dans la catégorie Histoire.